# Базалицька Світлана Василівна
Світла́на Васи́лівна Базали́цька — українська лікарка, докторка медичних наук, винахідниця.

## З життєпису
1998 року захистила кандидатську роботу за профілем «гістологія, цитологія, ембріологія».
Місце роботи — Інститут урології.
2017 року здобула ступінь доктора медичних наук.
Серед патентів — «Спосіб прогностичної діагностики чоловічої неплідності різної етіології», 2013, співавтори Горпинченко Ігор Іванович, Нікітін Олег Дмитрович, Персидський Юрій Всеволодович, Романенко Аліна Михайлівна.
Серед робіт: «Нові імуногістохімічні маркери раку передміхурової залози в прогнозуванні виникнення біохімічного рецидиву після радикальної простатектомії», 2014, співавтори М. В. Вікарчук, В. М. Григоренко, Р. О. Данилець, С. М. Межерицький, А. М. Романенко, Н. О. Сайдакова.